# Liga Argentina de Voleibol 2016-2017
La Liga Argentina de Voleibol 2016-2017 si è svolta dal 10 novembre 2016 al 20 aprile 2017: al torneo hanno partecipato 11 squadre di club argentine e la vittoria finale è andata per la settima volta al Bolívar.

## Regolamento

### Formula
Le 11 formazioni partecipanti danno vita a una regular season con gare di andata e ritorno, composta da 12 weekend, nei quali si disputano due incontri, per un totale di 20 incontri:
- Le prime otto classificate accedono ai play-off scudetto, disputati al meglio delle cinque gare nei quarti di finale, nelle semifinali e in finale.

### Criteri di classifica
Se il risultato finale è stato di 3-0 o 3-1 sono stati assegnati 3 punti alla squadra vincente e 0 a quella sconfitta, se il risultato finale è stato di 3-2 sono stati assegnati 2 punti alla squadra vincente e 1 a quella sconfitta.
L'ordine del posizionamento in classifica è stato definito in base a:
- Punti;
- Numero di partite vinte;
- Ratio dei set vinti/persi;
- Ratio dei punti realizzati/subiti.

## Squadre partecipanti
Al campionato di Liga Argentina de Voleibol 2016-2017 partecipano 11 club. Un club avente diritto di partecipazione, il La Unión de Formosa, ha rinunciato all'iscrizione. Le due neopromosse sono il Deportivo Morón e il River Plate.
| Club                | Città                     | Impianto                                              | Stagione precedente               |
| ------------------- | ------------------------- | ----------------------------------------------------- | --------------------------------- |
| Alianza Jesús María | Jesús María               | Club Alianza, Jesús María                             | 10ª in Liga Argentina de Voleibol |
| Bolívar             | San Carlos de Bolívar     | Estadio República de Venezuela, San Carlos de Bolívar | 2ª in Liga Argentina de Voleibol  |
| Ciudad              | Buenos Aires              | CRyDM Gorki Grana, Buenos Aires                       | 7ª in Liga Argentina de Voleibol  |
| Deportivo Morón     | Morón                     | CRyDM Gorki Grana, Buenos Aires                       | 1ª in Liga A2                     |
| Gigantes del Sur    | Neuquén                   | Estadio Ruca Che, Neuquén                             | 6ª in Liga Argentina de Voleibol  |
| Lomas               | Lomas de Zamora           | Estadio Lomas de Zamora, Lomas de Zamora              | 3ª in Liga Argentina de Voleibol  |
| Obras Sanitarias    | San Juan                  | Estadio Aldo Cantoni, San Juan                        | 4ª in Liga Argentina de Voleibol  |
| Puerto San Martín   | Puerto General San Martín | Club Paraná, Puerto General San Martín                | 8ª in Liga Argentina de Voleibol  |
| River Plate         | Buenos Aires              | Microestadio River Plate, Buenos Aires                | 2ª in Liga A2                     |
| UNTreF              | Caseros                   | CEDEM Nro. 2, Caseros                                 | 9ª in Liga Argentina de Voleibol  |
| UPCN                | San Juan                  | Estadio Aldo Cantoni, San Juan                        | Campione d'Argentina              |

## Campionato

### Regular season

#### Risultati
| Weekend 1 |                                        |     |                                   |
|           |                                        |     |                                   |
| 10-11     | UNTreF - River Plate                   | 0-3 | 23-25, 20-25, 23-25               |
| 10-11     | Bolívar - Lomas                        | 3-1 | 22-25, 31-29, 25-16, 25-21        |
| 10-11     | Gigantes del Sur - Alianza Jesús María | 3-1 | 25-23, 23-25, 25-23, 25-22        |
| 10-11     | Obras Sanitarias - Ciudad              | 3-2 | 24-26, 20-25, 25-21, 25-20, 15-11 |
| 11-11     | Obras Sanitarias - Deportivo Morón     | 3-1 | 25-18, 18-25, 25-18, 25-22        |
| 12-11     | UNTreF - Lomas                         | 0-3 | 21-25, 22-25, 21-25               |
| 12-11     | Bolívar - River Plate                  | 3-0 | 25-16, 25-18, 25-20               |
| 12-11     | Gigantes del Sur - Puerto San Martín   | 3-1 | 25-23, 17-25, 25-23, 35-33        |
| 12-11     | UPCN - Ciudad                          | 2-3 | 22-25, 25-16, 18-25, 30-28, 12-15 |
| 13-11     | UPCN - Deportivo Morón                 | 2-3 | 22-25, 22-25, 25-21, 25-17, 12-15 |

| Weekend 2 |                                    |     |                            |
|           |                                    |     |                            |
| 17-11     | River Plate - Obras Sanitarias     | 3-0 | 25-22, 25-22, 25-19        |
| 17-11     | Lomas - UPCN                       | 3-0 | 25-19, 25-22, 25-21        |
| 17-11     | UNTreF - Puerto San Martín         | 3-1 | 19-25, 25-20, 25-18, 25-16 |
| 17-11     | Ciudad - Gigantes del Sur          | 3-0 | 25-23, 25-17, 25-19        |
| 17-11     | Bolívar - Alianza Jesús María      | 3-0 | 25-18, 25-16, 25-19        |
| 19-11     | River Plate - UPCN                 | 0-3 | 19-25, 13-25, 21-25        |
| 19-11     | Lomas - Obras Sanitarias           | 3-1 | 25-23, 25-22, 22-25, 25-22 |
| 19-11     | UNTreF - Alianza Jesús María       | 0-3 | 19-25, 13-25, 21-25        |
| 19-11     | Bolívar - Puerto San Martín        | 3-0 | 25-22, 25-15, 25-21        |
| 19-11     | Deportivo Morón - Gigantes del Sur | 0-3 | 15-25, 22-25, 19-25        |

| Weekend 3 |                                       |     |                                  |
|           |                                       |     |                                  |
| 24-11     | Lomas - Gigantes del Sur              | 3-1 | 26-24, 25-16, 22-25, 25-18       |
| 24-11     | Puerto San Martín - Deportivo Morón   | 2-3 | 25-19, 21-25, 20-25, 25-23, 9-15 |
| 24-11     | Alianza Jesús María - Ciudad          | 0-3 | 18-25, 20-25, 21-25              |
| 24-11     | UPCN - Bolívar                        | 3-0 | 25-23, 27-25, 25-21              |
| 25-11     | UPCN - UNTreF                         | 3-0 | 25-21, 25-17, 25-17              |
| 26-11     | Puerto San Martín - Ciudad            | 1-3 | 22-25, 28-26, 21-25, 20-25       |
| 26-11     | Alianza Jesús María - Deportivo Morón | 3-1 | 22-25, 25-20, 25-19, 25-17       |
| 26-11     | Obras Sanitarias - Bolívar            | 0-3 | 22-25, 18-25, 22-25              |
| 26-11     | River Plate - Gigantes del Sur        | 1-3 | 25-21, 19-25, 14-25, 20-25       |
| 27-11     | Obras Sanitarias - UNTreF             | 3-1 | 19-25, 25-21, 25-22, 25-19       |

| Weekend 4 |                                        |     |                                   |
|           |                                        |     |                                   |
| 01-12     | Ciudad - Lomas                         | 3-2 | 22-25, 20-25, 25-16, 25-22, 15-12 |
| 01-12     | Deportivo Morón - River Plate          | 0-3 | 17-25, 22-25, 25-27               |
| 01-12     | Puerto San Martín - Obras Sanitarias   | 0-3 | 21-25, 23-25, 21-25               |
| 01-12     | Alianza Jesús María - UPCN             | 0-3 | 13-25, 17-25, 15-25               |
| 01-12     | Gigantes del Sur - Bolívar             | 3-1 | 19-25, 25-18, 25-21, 27-25        |
| 03-12     | Ciudad - River Plate                   | 1-3 | 25-20, 30-32, 18-25, 22-25        |
| 03-12     | Puerto San Martín - UPCN               | 1-3 | 17-25, 18-25, 25-21, 12-25        |
| 03-12     | Deportivo Morón - Lomas                | 1-3 | 21-25, 17-25, 27-25, 22-25        |
| 03-12     | Alianza Jesús María - Obras Sanitarias | 1-3 | 22-25, 21-25, 25-17, 20-25        |
| 03-12     | Gigantes del Sur - UNTreF              | 3-2 | 25-15, 25-22, 23-25, 19-25, 15-11 |

| Weekend 5 |                                     |     |                            |
|           |                                     |     |                            |
| 08-12     | Lomas - Alianza Jesús María         | 3-0 | 25-22, 25-23, 25-14        |
| 08-12     | UNTreF - Ciudad                     | 0-3 | 22-25, 21-25, 17-25        |
| 08-12     | River Plate - Puerto San Martín     | 3-1 | 25-23, 22-25, 25-18, 26-24 |
| 08-12     | Bolívar - Deportivo Morón           | 3-0 | 25-19, 25-19, 25-17        |
| 08-12     | Gigantes del Sur - UPCN             | 0-3 | 22-25, 21-25, 25-27        |
| 09-12     | Lomas - Puerto San Martín           | 3-0 | 25-22, 25-21, 25-19        |
| 10-12     | River Plate - Alianza Jesús María   | 1-3 | 22-25, 16-25, 26-24, 22-25 |
| 10-12     | UNTreF - Deportivo Morón            | 1-3 | 23-25, 18-25, 25-21        |
| 10-12     | Bolívar - Ciudad                    | 3-0 | 25-23, 25-18, 25-14        |
| 10-12     | Gigantes del Sur - Obras Sanitarias | 0-3 | 17-25, 21-25, 23-25        |

| Weekend 6 |                                         |     |                                   |
|           |                                         |     |                                   |
| 15-12     | Lomas - River Plate                     | 2-3 | 21-25, 26-24, 25-19, 23-25, 15-17 |
| 15-12     | Ciudad - Deportivo Morón                | 3-1 | 25-21, 23-25, 25-22, 25-18        |
| 15-12     | UPCN - Obras Sanitarias                 | 3-0 | 25-21, 25-19, 27-25               |
| 15-12     | Bolívar - UNTreF                        | 3-0 | 25-23, 25-22, 25-18               |
| 15-12     | Alianza Jesús María - Puerto San Martín | 3-0 | 25-20, 26-24, 25-15               |

| Weekend 7 |                                         |     |                            |
|           |                                         |     |                            |
| 13-12     | River Plate - Lomas                     | 0-3 | 20-25, 18-25, 33-35        |
| 17-12     | UNTreF - Bolívar                        | 0-3 | 20-25, 22-25, 20-25        |
| 17-12     | Deportivo Morón - Ciudad                | 1-3 | 27-25, 14-25, 21-25, 24-26 |
| 17-12     | Puerto San Martín - Alianza Jesús María | 3-1 | 15-25, 25-21, 25-22, 25-19 |
| 17-12     | Obras Sanitarias - UPCN                 | 1-3 | 23-25, 25-20, 19-25, 21-25 |

| Weekend 8 |                                     |     |                                   |
|           |                                     |     |                                   |
| 12-01     | Ciudad - Bolívar                    | 0-3 | 15-25, 22-25, 21-25               |
| 12-01     | Alianza Jesús María - Lomas         | 1-3 | 25-19, 12-25, 17-25, 22-25        |
| 12-01     | Deportivo Morón - UNTreF            | 1-3 | 25-23, 19-25, 18-25, 23-25        |
| 12-01     | Puerto San Martín - River Plate     | 3-2 | 19-25, 22-25, 26-24, 25-16, 15-9  |
| 13-01     | UPCN - Gigantes del Sur             | 3-0 | 25-20, 30-28, 25-18               |
| 14-01     | Ciudad - UNTreF                     | 3-0 | 25-23, 25-20, 25-23               |
| 14-01     | Alianza Jesús María - River Plate   | 3-0 | 25-18, 25-22, 25-23               |
| 14-01     | Deportivo Morón - Bolívar           | 1-3 | 25-27, 25-18, 24-26, 33-35        |
| 14-01     | Puerto San Martín - Lomas           | 3-2 | 22-25, 25-23, 35-33, 14-25, 18-16 |
| 15-01     | Obras Sanitarias - Gigantes del Sur | 0-3 | 23-25, 23-25, 25-27               |

| Weekend 9 |                                        |     |                                   |
|           |                                        |     |                                   |
| 26-01     | River Plate - UNTreF                   | 3-0 | 25-23, 25-19, 25-18               |
| 26-01     | Lomas - Bolívar                        | 3-1 | 23-25, 25-19, 25-19, 25-19        |
| 26-01     | Gigantes del Sur - Ciudad              | 3-2 | 25-23, 16-25, 18-25, 25-18, 15-13 |
| 26-01     | UPCN - Alianza Jesús María             | 3-2 | 25-16, 16-25, 21-25, 25-22, 15-9  |
| 27-01     | UPCN - Puerto San Martín               | 3-0 | 25-15, 25-23, 25-23               |
| 28-01     | Lomas - UNTreF                         | 3-0 | 25-14, 25-13, 25-10               |
| 28-01     | River Plate - Bolívar                  | 0-3 | 16-25, 17-25, 22-25               |
| 28-01     | Obras Sanitarias - Alianza Jesús María | 2-3 | 23-25, 21-25, 25-18, 25-21, 11-15 |
| 29-01     | Obras Sanitarias - Puerto San Martín   | 3-1 | 27-29,25-18, 25-18, 25-18         |
| 29-01     | Gigantes del Sur - Deportivo Morón     | 3-2 | 25-22, 25-22, 25-27, 23-25, 16-14 |

| Weekend 10 |                                        |     |                                   |
|            |                                        |     |                                   |
| 02-02      | Lomas - Ciudad                         | 1-3 | 20-25, 26-24, 27-29, 28-30        |
| 02-02      | UNTreF - Obras Sanitarias              | 0-3 | 23-25, 33-25, 22-25               |
| 02-02      | River Plate - Deportivo Morón          | 0-3 | 31-33, 19-25, 22-25               |
| 02-02      | Bolívar - UPCN                         | 3-0 | 25-23, 25-21, 25-19               |
| 02-02      | Alianza Jesús María - Gigantes del Sur | 3-1 | 27-29, 28-26, 25-22, 27-25        |
| 04-02      | Lomas - Deportivo Morón                | 3-0 | 25-18, 27-25, 25-22               |
| 04-02      | River Plate - Ciudad                   | 0-3 | 18-25, 23-25, 34-36               |
| 04-02      | UNTreF - UPCN                          | 0-3 | 22-25, 19-25, 23-25               |
| 04-02      | Bolívar - Obras Sanitarias             | 2-3 | 25-14, 25-22, 21-25, 22-25, 10-15 |
| 04-02      | Puerto San Martín - Gigantes del Sur   | 0-3 | 18-25, 20-25, 22-25               |

| Weekend 11 |                                       |     |                                   |
|            |                                       |     |                                   |
| 09-02      | Ciudad - Alianza Jesús María          | 3-1 | 25-18, 18-25, 25-21, 25-17        |
| 09-02      | UPCN - Lomas                          | 2-3 | 20-25, 18-25, 25-23, 28-26, 11-15 |
| 09-02      | Bolívar - Gigantes del Sur            | 3-0 | 25-17, 27-25, 25-17               |
| 09-02      | Deportivo Morón - Puerto San Martín   | 3-1 | 20-25, 25-19, 25-21, 25-13        |
| 10-02      | UPCN - River Plate                    | 3-0 | 25-20, 25-19, 25-18               |
| 11-02      | Ciudad - Puerto San Martín            | 3-0 | 25-22, 25-20, 25-19               |
| 11-02      | UNTreF - Gigantes del Sur             | 2-3 | 25-21, 22-25, 25-22, 20-25, 10-15 |
| 11-02      | Deportivo Morón - Alianza Jesús María | 3-0 | 26-24, 25-22, 25-21               |
| 11-02      | Obras Sanitarias - Lomas              | 3-1 | 22-25, 25-16, 25-20, 25-16        |
| 12-02      | Obras Sanitarias - River Plate        | 3-0 | 25-21, 25-23, 25-23               |

| Weekend 12 |                                    |     |                                   |
|            |                                    |     |                                   |
| 16-02      | Ciudad - UPCN                      | 3-0 | 25-21, 25-21, 25-19               |
| 16-02      | Alianza Jesús María - Bolívar      | 0-3 | 18-25, 24-26, 21-25               |
| 16-02      | Gigantes del Sur - Lomas           | 0-3 | 23-25, 19-25, 21-25               |
| 16-02      | Deportivo Morón - Obras Sanitarias | 3-0 | 25-21, 28-26, 26-24               |
| 16-02      | Puerto San Martín - UNTreF         | 1-3 | 21-25, 25-14, 17-25, 23-25        |
| 18-02      | Ciudad - Obras Sanitarias          | 3-1 | 25-17, 31-33, 25-21, 25-20        |
| 18-02      | Alianza Jesús María - UNTreF       | 3-2 | 25-20, 21-25, 14-25, 37-35, 15-10 |
| 18-02      | Gigantes del Sur - River Plate     | 3-0 | 25-20, 25-21, 25-21               |
| 18-02      | Deportivo Morón - UPCN             | 0-3 | 21-25, 22-25, 15-25               |
| 18-02      | Puerto San Martín - Bolívar        | 2-3 | 25-23, 17-25, 16-25, 25-18, 9-15  |

#### Classifica
| Pos. | Squadra             | Pt | G  | V  | P  | SV | SP | Ratio | PF   | PS   | Ratio |
| ---- | ------------------- | -- | -- | -- | -- | -- | -- | ----- | ---- | ---- | ----- |
| 1.   | Bolívar             | 48 | 20 | 16 | 4  | 52 | 16 | 3.250 | 1636 | 1421 | 1.151 |
| 2.   | Ciudad              | 45 | 20 | 15 | 5  | 50 | 25 | 2.000 | 1770 | 1640 | 1.079 |
| 3.   | UPCN                | 44 | 20 | 14 | 6  | 48 | 22 | 2.182 | 1630 | 1470 | 1.109 |
| 4.   | Lomas               | 44 | 20 | 14 | 6  | 51 | 25 | 2.040 | 1814 | 1644 | 1.103 |
| 5.   | Gigantes del Sur    | 32 | 20 | 12 | 8  | 38 | 36 | 1.056 | 1679 | 1691 | 0.993 |
| 6.   | Obras Sanitarias    | 32 | 20 | 11 | 9  | 38 | 36 | 1.056 | 1707 | 1680 | 1.016 |
| 7.   | Alianza Jesús María | 23 | 20 | 8  | 12 | 31 | 43 | 0.721 | 1614 | 1700 | 0.949 |
| 8.   | River Plate         | 21 | 20 | 7  | 13 | 25 | 43 | 0.581 | 1504 | 1626 | 0.925 |
| 9.   | Deportivo Morón     | 20 | 20 | 7  | 13 | 30 | 45 | 0.667 | 1664 | 1771 | 0.940 |
| 10.  | UNTreF              | 12 | 20 | 3  | 17 | 17 | 54 | 0.315 | 1517 | 1680 | 0.903 |
| 11.  | Puerto San Martín   | 9  | 20 | 3  | 17 | 21 | 56 | 0.375 | 1612 | 1824 | 0.884 |

| Ai play-off scudetto |

### Play-off
|  | Quarti di finale | Quarti di finale    | Quarti di finale    | Quarti di finale    | Quarti di finale | Quarti di finale | Quarti di finale |  |  | Semifinali | Semifinali | Semifinali | Semifinali | Semifinali | Semifinali | Semifinali |   |   | Finale  | Finale  | Finale | Finale | Finale | Finale | Finale |  |
|  |                  |                     |                     |                     |                  |                  |                  |  |  |            |            |            |            |            |            |            |   |   |         |         |        |        |        |        |        |  |
|  | 1                | Bolívar             | Bolívar             | Bolívar             | 3                | 3                | 3                |  |  |            |            |            |            |            |            |            |   |   |         |         |        |        |        |        |        |  |
|  | 8                | River Plate         | River Plate         | River Plate         | 0                | 2                | 0                |  |  | Bolívar    | Bolívar    | Bolívar    | 3          | 0          | 3          | 3          |   |   |         |         |        |        |        |        |        |  |
|  | 4                | Lomas               | Lomas               | Lomas               | 3                | 3                | 3                |  |  | Lomas      | Lomas      | Lomas      | 1          | 3          | 0          | 1          |   |   |         |         |        |        |        |        |        |  |
|  | 5                | Gigantes del Sur    | Gigantes del Sur    | Gigantes del Sur    | 1                | 0                | 1                |  |  |            |            |            |            |            |            |            |   |   | Bolívar | Bolívar | 3      | 0      | 3      | 2      | 3      |  |
|  | 2                | Ciudad              | Ciudad              | Ciudad              | 3                | 3                | 3                |  |  |            |            | UPCN       | UPCN       | 1          | 3          | 2          | 3 | 0 |         |         |        |        |        |        |        |  |
|  | 7                | Alianza Jesús María | Alianza Jesús María | Alianza Jesús María | 2                | 1                | 0                |  |  | Ciudad     | Ciudad     | Ciudad     | Ciudad     | 2          | 2          | 0          |   |   |         |         |        |        |        |        |        |  |
|  | 3                | UPCN                | UPCN                | UPCN                | 3                | 3                | 3                |  |  | UPCN       | UPCN       | UPCN       | UPCN       | 3          | 3          | 3          |   |   |         |         |        |        |        |        |        |  |
|  | 6                | Obras Sanitarias    | Obras Sanitarias    | Obras Sanitarias    | 0                | 1                | 2                |  |  |            |            |            |            |            |            |            |   |   |         |         |        |        |        |        |        |  |

#### Quarti di finale
| Gara 1 |                              |     |                                   |
|        |                              |     |                                   |
| 04-03  | Bolívar - River Plate        | 3-0 | 25-19, 25-18, 25-18               |
| 02-03  | Lomas - Gigantes del Sur     | 3-1 | 26-24, 25-23, 16-25, 25-22        |
| 02-03  | Ciudad - Alianza Jesús María | 3-2 | 25-23, 21-25, 23-25, 25-17, 16-14 |
| 04-03  | UPCN - Obras Sanitarias      | 3-0 | 25-22, 25-19, 25-11               |

| Gara 2 |                              |     |                                   |
|        |                              |     |                                   |
| 06-03  | Bolívar - River Plate        | 3-2 | 25-20, 21-25, 25-21, 22-25, 15-10 |
| 04-03  | Lomas - Gigantes del Sur     | 3-0 | 25-18, 25-13, 25-21               |
| 04-03  | Ciudad - Alianza Jesús María | 3-1 | 25-20, 30-32, 25-22, 25-23        |
| 06-03  | UPCN - Obras Sanitarias      | 3-1 | 25-22, 26-28, 25-19, 25-21        |

| \| Gara 3 \| \| \| \| \| \| \| \| \| \| 10-03 \| River Plate - Bolívar \| 0-3 \| 21-25, 20-25, 22-25 \| \| 09-03 \| Gigantes del Sur - Lomas \| 1-3 \| 19-25, 35-33, 21-25, 15-25 \| \| 09-03 \| Alianza Jesús María - Ciudad \| 0-3 \| 23-25, 17-25, 20-25 \| \| 10-03 \| Obras Sanitarias - UPCN \| 2-3 \| 25-19, 25-23, 16-25, 21-25, 13-15 \| |                              |     |                                   |
| Gara 3 |                              |     |                                   |
| |                              |     |                                   |
| 10-03 | River Plate - Bolívar        | 0-3 | 21-25, 20-25, 22-25               |
| 09-03 | Gigantes del Sur - Lomas     | 1-3 | 19-25, 35-33, 21-25, 15-25        |
| 09-03 | Alianza Jesús María - Ciudad | 0-3 | 23-25, 17-25, 20-25               |
| 10-03 | Obras Sanitarias - UPCN      | 2-3 | 25-19, 25-23, 16-25, 21-25, 13-15 |

#### Semifinali
| Gara 1 |                 |     |                                  |
|        |                 |     |                                  |
| 24-03  | Bolívar - Lomas | 3-1 | 25-21, 25-15, 16-25, 25-23       |
| 24-03  | Ciudad - UPCN   | 2-3 | 27-25, 19-25, 11-25, 25-23, 9-15 |

| Gara 2 |                 |     |                                   |
|        |                 |     |                                   |
| 26-03  | Bolívar - Lomas | 0-3 | 22-25, 23-25, 23-25               |
| 26-03  | Ciudad - UPCN   | 2-3 | 25-23, 18-25, 25-15, 20-25, 13-15 |

| Gara 3 |                 |     |                     |
|        |                 |     |                     |
| 30-03  | Lomas - Bolívar | 0-3 | 13-25, 18-25, 20-25 |
| 30-03  | UPCN - Ciudad   | 3-0 | 25-19, 25-23, 25-17 |

| Gara 4 |                 |     |                            |
|        |                 |     |                            |
| 01-04  | Lomas - Bolívar | 1-3 | 25-22, 20-25, 17-25, 18-25 |

#### Finale
| Gara 1 |                |     |                            |
|        |                |     |                            |
| 05-04  | Bolívar - UPCN | 3-1 | 15-25, 25-19, 25-22, 25-18 |

| Gara 2 |                |     |                     |
|        |                |     |                     |
| 07-04  | Bolívar - UPCN | 0-3 | 17-25, 21-25, 25-27 |

| Gara 3 |                |     |                                   |
|        |                |     |                                   |
| 13-04  | UPCN - Bolívar | 2-3 | 25-18, 19-25, 25-16, 25-27, 11-15 |

| Gara 4 |                |     |                                   |
|        |                |     |                                   |
| 15-04  | UPCN - Bolívar | 3-2 | 20-25, 25-20, 28-26, 19-25, 15-13 |

| \| Gara 5 \| \| \| \| \| \| \| \| \| \| 20-04 \| Bolívar - UPCN \| 3-0 \| 25-23, 25-23, 25-19 \| |                |     |                     |
| Gara 5                                                                                           |                |     |                     |
|                                                                                                  |                |     |                     |
| 20-04                                                                                            | Bolívar - UPCN | 3-0 | 25-23, 25-23, 25-19 |

## Classifica finale
| Pos | Squadra             | Verdetto                              |
| --- | ------------------- | ------------------------------------- |
| 1   | Bolívar             | Campionato sudamericano per club 2018 |
| 2   | UPCN                |                                       |
| 3   | Ciudad              |                                       |
| 4   | Lomas               |                                       |
| 5   | Gigantes del Sur    |                                       |
| 6   | Obras Sanitarias    |                                       |
| 7   | Alianza Jesús María |                                       |
| 8   | River Plate         |                                       |
| 9   | Deportivo Morón     |                                       |
| 10  | UNTreF              |                                       |
| 11  | Puerto San Martín   |                                       |

## Premi individuali
| Premio                | Giocatrice          | Squadra |
| --------------------- | ------------------- | ------- |
| MVP della finale      | Thomas Edgar        | Bolívar |
| Miglior realizzatore  | Thomas Edgar        | Bolívar |
| Miglior straniero     | Thomas Edgar        | Bolívar |
| Miglior argentino     | Javier Filardi      | UPCN    |
| Giocatore rivelazione | Agustín Loser       | Ciudad  |
| Miglior palleggiatore | Maximiliano Cavanna | Lomas   |
| Miglior opposto       | Thomas Edgar        | Bolívar |
| Miglior schiacciatore | Nicolás Lazo        | UPCN    |
| Miglior schiacciatore | Cristian Poglajen   | Lomas   |
| Miglior centrale      | Gustavo Bonatto     | UPCN    |
| Miglior centrale      | Pablo Crer          | Bolívar |
| Miglior libero        | Alexis González     | Bolívar |